# Géza Szvacsina
Géza Szvacsina (n. 1849, Pănet, Mureș, România – d. 16 aprilie 1917, Budapesta, Austro-Ungaria) a fost primar al orașului Cluj în perioada 1 iulie 1898 - 30 noiembrie 1913.